# L'Hôtel empoisonné
Pour plus de détails, voir Fiche technique et Distribution.
L'Hôtel empoisonné est un film de Georges Méliès, sorti en 1896. Le film est considéré comme perdu.

## Fiche technique
Source IMDb
- Titre d'origine : L'Hôtel empoisonné
- Autre titre : A Badly Managed Hotel
- Réalisateur : Georges Méliès
- Production : Star-film
- Distributeur : Star-film
- Pays de production : France
- Genre : comédie
- Format : noir et blanc - muet
- Date de sortie : France : 1896